# Cristina Peri Rossi
Cristina Peri Rossi (Montevideo, 12 de noviembre de 1941) es una escritora, traductora y activista política uruguaya exiliada en España durante la dictadura uruguaya en 1972 y residente en Barcelona, donde ha desarrollado la mayor parte de su carrera literaria. En 2021 fue galardonada con el Premio Miguel de Cervantes.
Según el crítico Seymour Menton, ha sido una de las cuentistas contemporáneas más destacadas de Uruguay a partir de la década de 1950, mientras que los editores de la revista Confluencia dicen que «es considerada una de las escritoras más importantes de habla castellana, traducida a más de veinte lenguas, incluidas el ídish y coreano». Sin embargo, fue censurada durante la dictadura militar que gobernó Uruguay de 1973 a 1985. Su obra fue prohibida en el país, así como la mención de su nombre en los medios de comunicación. A pesar de su exilio en España, bajo el régimen de Franco, y también después en París, la autora siguió publicando obras de alto contenido político y no dejó de involucrarse en labores de activismo fuera de Uruguay.
El erotismo y su identidad de mujer latinoamericana y lesbiana estuvieron presentes desde el comienzo en sus poemas, en un momento, la década del 70, en el que no eran comunes los textos de amor entre mujeres. El movimiento recién comenzaba. «Eran otros tiempos y su osadía para extender y enredar cuerpos de mujeres entre sí con absoluta naturalidad resulta asombrosa», explica María Malusardi.
Su poesía no es ajena al humor, la ironía y ese tono que mezcla la melancolía, la profundidad y la picardía o, por decirlo de otra manera, el aliento de alguien que nació en América Latina y quiso hacer que el mundo fuera más bello, como en estos versos: «Quisiera que mi tumba estuviera en un parque/ –no muy lejos de otras tumbas–/ lleno de pájaros/ y de niños que juegan en la hierba./ Una ardilla podría pisarla/ o un globo de aire sobrevolarla./ Me gustaría, también,/ que fueras a conversar conmigo,/ los sábados por la tarde».
Peri Rossi ha sido una autora pionera y es la única escritora femenina vinculada al boom latinoamericano, un movimiento que generalmente es asociado con autores como Gabriel García Márquez, Mario Vargas Llosa y Carlos Fuentes. Ha traducido al español obras de Clarice Lispector, Graciliano Ramos y Monique Wittig, y colaborado en medios de comunicación españoles como Diario 16, El Periódico y Agencia EFE.

## Biografía

### Primeros años y educación
Peri Rossi nació el 12 de noviembre de 1941, en Montevideo, Uruguay, la primera de dos hijas en una familia de inmigrantes italianos, aunque en casa sólo hablaban español. Su padre, Ambrosio Peri, un trabajador textil, murió cuando ella era joven. Su madre, Julieta Rossi, que era maestra, reconoció muy pronto el talento que su hija poseía para la escritura y fue una inspiración en la carrera de esta. Peri Rossi también tenía una estrecha relación con su tío, soltero, comunista y dueño de una amplia biblioteca; de hecho, dependía en gran medida de las mismas para la lectura, debido a la situación económica de su familia. En una entrevista revela que solía leer en las bibliotecas, porque no podía comprar los libros en las librerías. Cuando tenía dieciséis años fue a la Biblioteca Nacional, donde leyó El segundo sexo, de Simone de Beauvoir.
Asistió a una escuela primaria pública y después al liceo público Rodó, donde también completó estudios preuniversitarios entre 1958 y 1960. En este mismo año fue aceptada en el Instituto de Profesores Artigas, una institución terciaria de educación en la que se forman profesores para la enseñanza. Allí se dedicó a la literatura comparada, además de enseñar en el preuniversitario. Ganó la cátedra en 1964 y a continuación dio cursos en varias instituciones durante los siguientes once años, hasta su exilio.

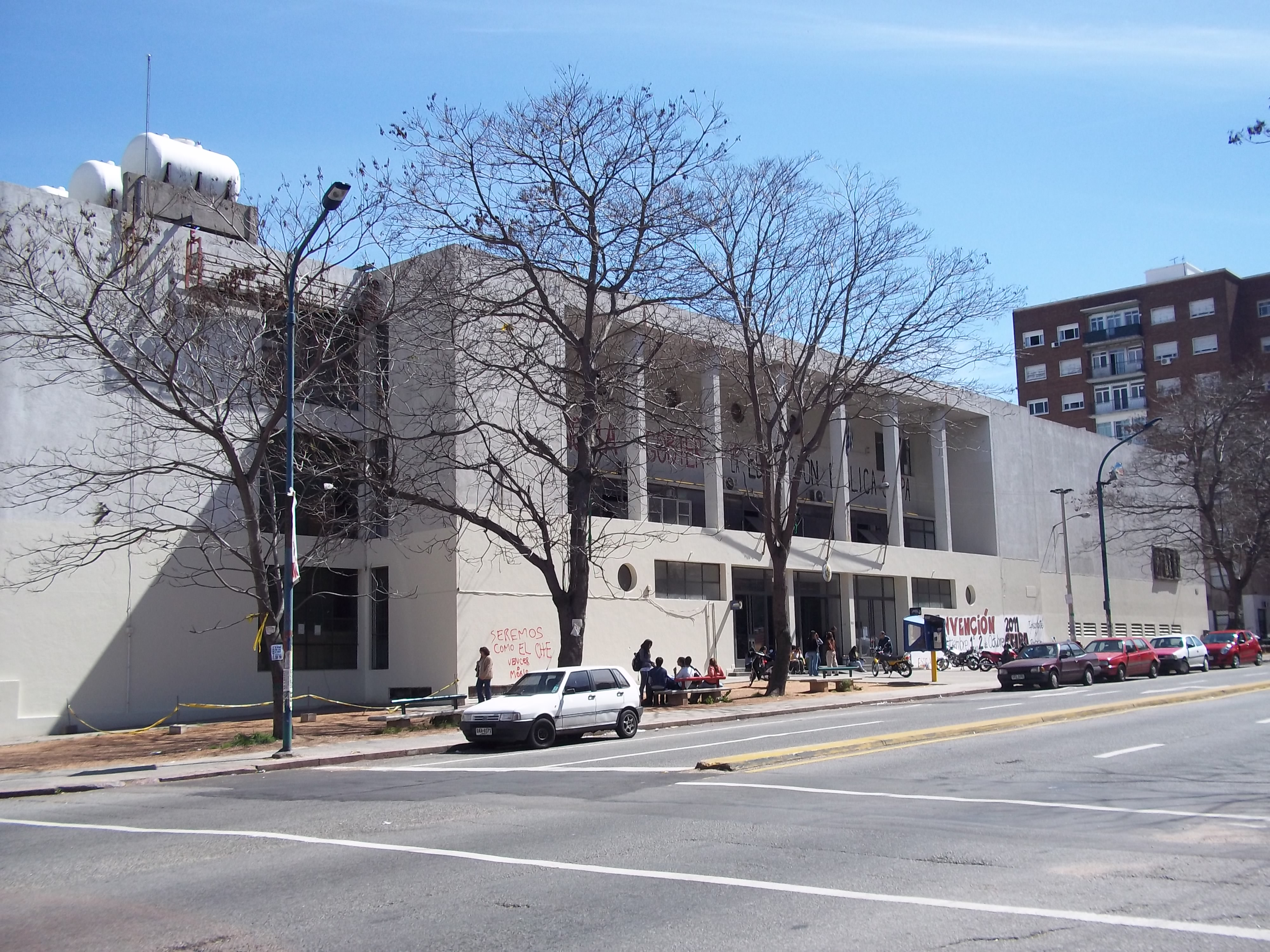
El Instituto de Profesores Artigas, donde Peri Rossi realizó sus estudios en la docencia.

De forma paralela a su carrera en la docencia, se desarrollaba como escritora. Publicó su primera obra en 1963, Viviendo, una recopilación de cuentos. La segunda de este mismo género, Los museos abandonados, se publicó en 1969. La salida de su primera novela, El libro de mis primos, fue en ese mismo año. Tras estas publicaciones empezó a ser reconocida como una de las más importantes escritoras de su generación, con galardones tales como el Premio de los Jóvenes de Arca para Los museos abandonados (1968) y el Premio Marcha para El Libro de mis primos (1969). Estas obras, y otras que se publicaron hasta su exilio en 1972, fueron incorporando progresivamente una carga más ideológica, relacionada con la gravedad de la situación política en vísperas del golpe militar.
Mientras tanto, Peri Rossi se adhería a la coalición izquierdista Frente Amplio como miembro independiente. Esta relación junto con su participación en el semanario Marcha, cerrado por los militares en 1974, y en el entonces diario comunista El Popular resultaron en amenazas a su vida. A los treinta y un años, su activismo político le incitó a huir a España.

### Exilio
El 4 de octubre de 1972 se exilió en España, donde reside desde entonces. Sin embargo, huyó a París con la ayuda de su amigo Julio Cortázar cuando, en 1974, el Gobierno español colaboró con el de Uruguay para negarse a autorizar de nuevo su pasaporte español; allí permanecería un par de años. Al regresar a España obtuvo la nacionalidad española, en 1975, aunque le concedieron ciudadanía uruguaya otra vez en 1985. Mantiene ambas nacionalidades. Con la llegada de la democracia en Uruguay, consideró regresar a su país pero eligió quedarse en España, a pesar de que nunca se sentía cómoda allí. Sin embargo insiste en que una escritora debe sentirse incómoda para escribir bien. El exilio influyó no solo en su escritura, sino también en sus relaciones con otras escritoras. En Barcelona conoció a escritores como Ana María Moix, Montserrat Roig y Esther Tusquets.
El exilio es una experiencia personal para ella, ya que tuvo que abandonar el país a causa de la situación política. En una entrevista realizada en 2005, dijo que no tenía de qué vivir en Uruguay:

«Cuando cayó la dictadura, me di cuenta de que había vivido catorce años con nostalgia de Montevideo –una nostalgia horrorosa– y ahora no tenía ganas de tener nostalgia de Barcelona. Para tener nostalgia, sigo teniendo siempre la misma. Además, uno no se exilia porque quiere, se exilia porque tiene que salvar el pellejo, y creo que, dentro de esa insensata geometría que es la vida, un acto involuntario no tiene que ser respondido con un acto voluntario como es volver. Estrictamente no se puede volver porque es un tiempo que ya no existe.»
Cristina Peri Rossi

Sin embargo, sufrió mucho por causa de este exilio y varias veces contempló suicidarse. Hoy en día la escritora parece haberse acostumbrado a una vida fuera de su patria —ha pasado por Francia, España y Alemania—; sin embargo se considera a sí misma una ciudadana del mundo. Según Peri Rossi, los países con que siente afinidad son aquellos en los que hay justicia y se defienden los derechos humanos y animales. En su opinión esa es la verdadera patria.

## Ámbito literario
Su carrera literaria inició en Uruguay en los años 60. Una escritora de la izquierda más radical, Peri Rossi publicaba sus primeros libros con esta intención, pues como declaró en una entrevista, «era una escritora muy comprometida y la voz pública de la izquierda». Después de algún tiempo, comenzó a escribir libros cuyos protagonistas eran principalmente niños. Continuó escribiendo en el exilio, en donde posteriormente abordó temas como el erotismo y la homosexualidad. Aunque el tema del lesbianismo es más popular en su escritura posterior, hay todavía una distinción entre su escritura lesbiana y no lesbiana. Su escritura anterior, por ejemplo Viviendo, «consiste en historias impregnadas de un lesbianismo sumergido», mientras que la mayor parte de sus ficciones posteriores tienen protagonistas femeninas que exploran sus atracciones sexuales hacia otras mujeres.

### Primeras publicaciones
La propia autora confiesa que no tuvo una infancia feliz, pero a través de la escritura y la imaginación fue capaz de afirmar su identidad y luchar contra la manipulación. Se considera a sí misma escritora desde muy joven, porque sostiene que la actividad de escribir no se limita a fijar un texto, sino también incluye el acto de «imaginarlo, soñarlo [e] intuirlo». Afirma que escribía poemas y cuentos desde «los albores de la infancia». De hecho, a los seis años, Peri Rossi reveló a toda su familia su deseo de convertirse en escritora. La reacción de su familia fue de risa e incredulidad, al margen de su madre, que era consciente del talento de su hija desde su niñez. 

#### Viviendo
Su primera obra fue publicada en 1963, aunque fue escrita mucho antes. El libro consta de tres historias realistas, «Viviendo», «El baile» y «No sé qué», tres narrativas con protagonistas femeninas. Cada historia ofrece una visión oscura del mundo, representa un lugar restringido para las mujeres que lo habitan. La primera trata de una mujer que se ve condenada a una vida de soltera. Las últimas cuentan una historia semejante: la de la vida cotidiana de una mujer, que no es capaz de cambiar su destino. Ambas historias abordan implícitamente el tema de relaciones lesbianas.

#### Los museos abandonados
Los museos abandonados es una colección de cuentos, aunque algunos críticos consideran que es una breve novela. Se publicó esta obra en el año 1968, y casi inmediatamente después fue aclamada por críticos y reconocida con premios literarios como el Premio de los Jóvenes de Arca. Uno de estos críticos, Julio Cortázar, le escribió para decir que después de leer El libro de mis primos tenía que tirar la primera versión de su propia novela, Libro de Manuel, porque había muchas similitudes entre los dos libros. Ambas abordaban los principales conflictos políticos de la guerrilla: sus orígenes burgueses, su odio por los intelectuales, la humillación de las mujeres. Peri Rossi explica que esos temas eran corrientes entre los miembros de la generación del 68 y formaban parte de la vida cotidiana de las personas en lugares tan diversos como París, La Habana o Montevideo. De hecho, la primera edición de Los museos abandonados fue dedicada a la guerrilla, aunque más tarde Peri Rossi la corrigió. Mario Benedetti valoró muy positivamente Los museos abandonados: elogió el texto en la revista Marcha y luego dedicó a la obra un capítulo entero de su Literatura uruguaya del siglo XX.

#### La nave de los locos

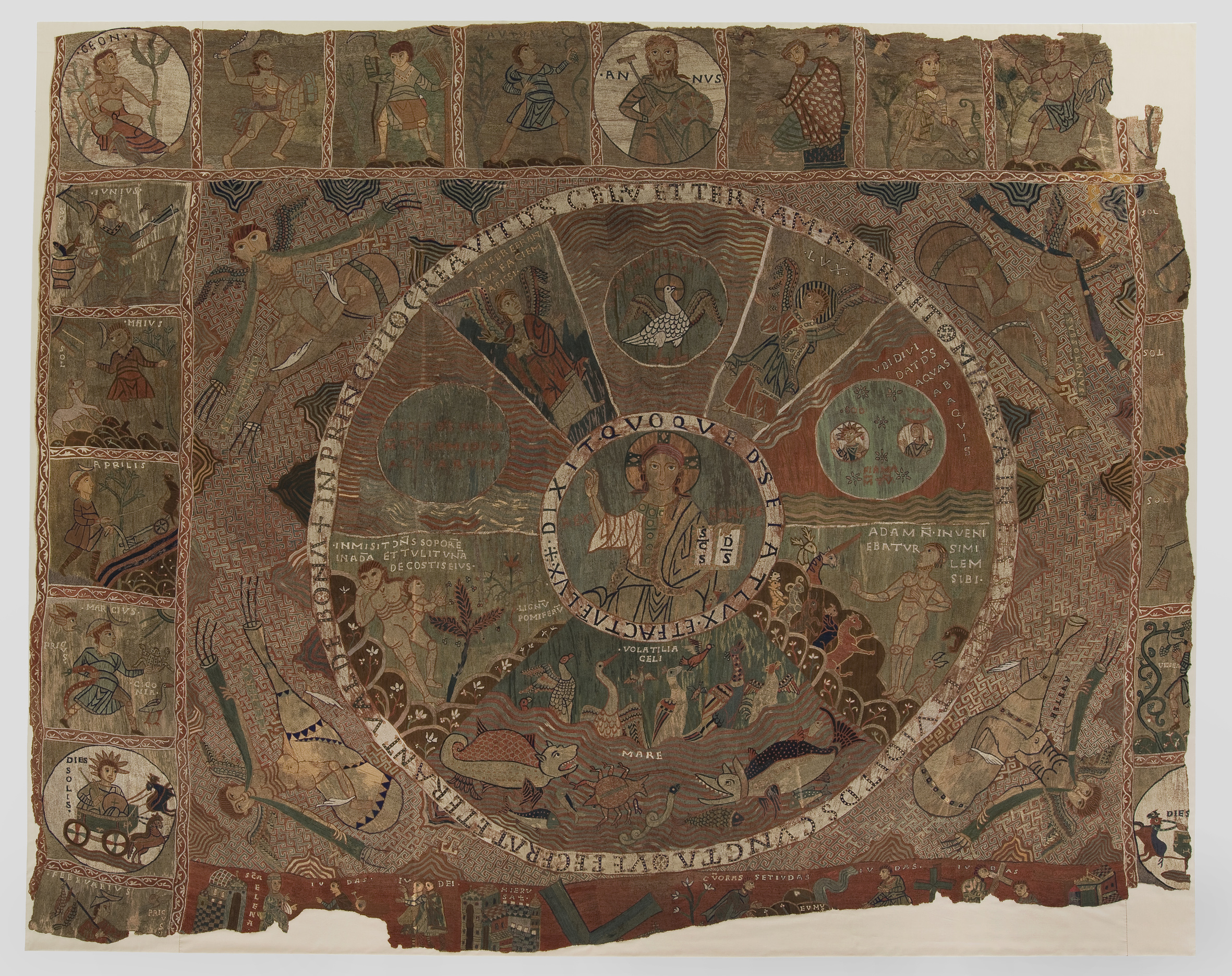
Tapiz románico de la Creación, de la catedral de Gerona, que figura en la trama de La nave de los locos.

Una de sus obras más destacadas es La nave de los locos (1984). Es considerada la novela hispanoamericana más importante después del boom latinoamericano. La nave es una alegoría del exilio que va más allá de la política para desafiar también nociones de inclusión y exclusión a cualquier nivel de la experiencia humana, especialmente los del género y la sexualidad. La novela consta de dos planos narrativos, el primero de ellos la representación del tapiz románico de la Creación (el que representa la creación del mundo según el Génesis). En este mundo (y, por consiguiente, en este plano de la historia) todo es armonioso y estructuralmente ordenado. Por otro lado, el segundo plano narrativo trata de la vida de Equis, el protagonista exiliado, y otros personajes ficticios. Este mundo se opone al del tapiz porque es caótico, fragmentado y disperso de la realidad. En vez de la armonía que experimentan las figuras de la Creación, los personajes como Equis experimentan la soledad y la alienación del mundo social configurado por la experiencia del exilio.
Según la revista Confluencia, «es considerada la mejor novela del post-boom latinoamericano». La obra trata de temas como el viaje, la locura y la creación. Los temas del viaje son evidentes en la novela ya que están conectados con la idea del exilio, como el estado de la vida de Peri Rossi. Sin embargo no es su intención la de desarrollar su historia personal, sino la de reflejar la tragedia de los exilios y las desapariciones relacionadas con «los crímenes de las dictaduras militares en el Cono Sur de América Latina». En la novela, las personas en la profundidad de las aguas hacen referencia a los desaparecidos durante estos regímenes militares, como los de Brasil, Argentina, Chile y Uruguay. «La nave de los locos abre un espacio en la literatura que permite la exploración de articulaciones conceptuales alternativas del concepto del exilio, a la vez que experimenta con las posibilidades estéticas e ideológicas de su incorporación a la ficción».

### Trabajos desde el año 2000

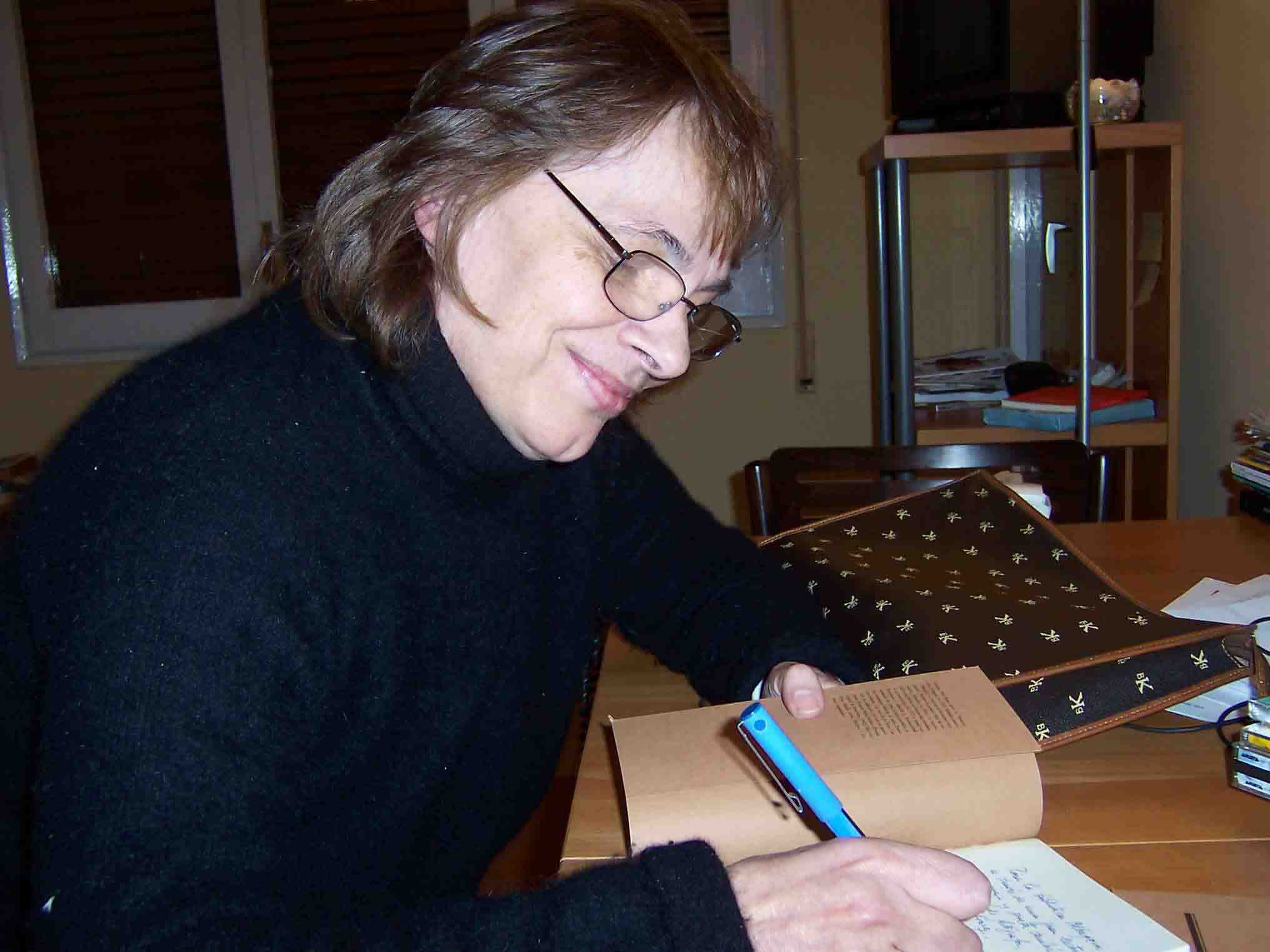
Peri Rossi dedicando su poemario "Estrategias del deseo".

En el siglo XXI, Peri Rossi ha escrito colecciones de poesía como Estado de Exilio (2003), Estrategias del deseo (2004), Mi casa es la escritura (2006) y Habitación del hotel (2007). El poemario Estrategias del deseo (2004) es una intensa historia de amor desde los albores del deseo hasta la amenaza del olvido. Cada poema es la secuencia de un relato trepidante, entreverado de cuidado erotismo, esplendor, nostalgia y sueño. Los escenarios del amor, las palabras, la memoria o el cuerpo son los elementos con que la autora construye la trama verbal de este poemario.
Playstation (2009) es otra colección de poesía, con la que ganó el Premio Loewe, convirtiéndose en la primera escritora en conseguirlo. Según la propia autora es un libro muy duro, y completamente urbano. Es decir, es la desmitificación de todos los rituales de la vida urbana y trata de una gran soledad. La escritora indica que es un libro completamente autobiográfico. Cada uno de los poemas trata una experiencia de su vida. Por ejemplo, un poema describe un malentendido que ocurrió después de que Peri Rossi salió en la televisión. Estaba recién exiliada en Barcelona, una habitante de un barrio de emigrantes pobres por San Andrés. Sus vecinos, al ver su retrato en la televisión, la trataban mal porque suponían que si salía en la televisión tenía que ser rica y famosa. Otros poemas tienen que ver con el mundo literario, con la experiencia de tener que vivir de la literatura. Uno de los poemas más aclamado «Punto de encuentro», habla de una experiencia que tuvo en un sex shop. En este poema surge otra vez el tema del erotismo. Otro, «Formar una familia», trata de la(s) noción(es) de lo que es una familia.
En 2012 se publicó la colección de relatos Habitaciones privadas, ganadora del Premio Mario Vargas Llosa NH de Relato. Todos los relatos comparten un escenario urbano y cada una de las tramas se desarrolla en espacios cerrados: un after hours, un cuarto de hotel, un plato de televisión o una oficina. Los pequeños dramas cotidianos y la búsqueda de amistad, amor o sexo muestran los aspectos más conflictivos del capitalismo tardío y ofrecen una visión sutil e irónica de los deseos, conflictos e ilusiones del ser humano de hoy.
A fines de 2014, vuelve a publicar Julio Cortázar y Cris, un trabajo autobiográfico que narra su intensa amistad amorosa con Julio Cortázar. Es un homenaje publicado treinta años después de la muerte del afamado escritor argentino. Del mismo modo, Cortázar también le había dedicado una obra a Peri Rossi: Quince poemas de amor a Cris. Julio Cortázar y Cris es una colección de poemas, relatos, diálogos, cartas y viajes que celebra el centenario del nacimiento de Cortázar. Aunque los dos tenían una relación amable ya desde los primeros años de la carrera de la escritora uruguaya, casi siempre fue una relación a distancia. Ya en la última década de la vida de Cortázar, ambos se encontraron y vivieron una relación intensa, llena de complicidades, humor y amor, literatura y seducción entre dos ciudades: París y Barcelona. 
En el año 2015 se publicó su última colección de cuentos Los Amores Equivocados. En esta la escritora abarca el tema de la prostitución, la que ha denunciado en sus escrituras periodísticas y en sus poemas. La «equivocación» del amor en estos cuentos puede asumir varias formas, un desequilibrio en las edades de los amantes, en sus conceptos del amor o en la falta inevitable de la reciprocidad. La ciudad de Montevideo aparece en el cuento epónimo de la colección.
En 2020 publica La insumisa, autobiografía novelada donde aborda su infancia y primera adolescencia. Al año siguiente, fue galardonada con el Premio Cervantes sucediendo a Joan Margarit y Francisco Brines. Se convirtió, además, en la sexta mujer en ser reconocida con este galardón, el más importante de la literatura española, tras Ida Vitale, Elena Poniatowska, Ana María Matute, Dulce María Loynaz y María Zambrano.
Ha trabajado como columnista para los periódicos españoles Diario 16 y El Periódico y colaborado con Agencia EFE, una agencia de noticias.

## Poesía reunida en Argentina
Para leer la poesía de Peri Rossi en su idioma original, hasta hace muy poco tiempo había que recurrir a ediciones españolas, en su mayoría difíciles de conseguir por estar fuera de circulación. Hasta que en 2021, la editorial cordobesa Caballo Negro publicó Detente, instante, eres tan bello, poesía reunida de la autora. «Para leerla, había que buscar ediciones españolas, como si sus poemas no se hubieran originado aquí nomas, del otro lado del río —aunque lo cierto es que nadie sabe dónde se originan las palabras de un poeta. Por muchas razones Peri Rossi es una autora fundamental de la literatura rioplatense, con una obra premiada y traducida a más de veinte lenguas, integrada por libros de cuentos, ensayos, novelas y poesía», dijo Mercedes Halfon en una reseña en Página 12.

La obra publicada por Caballo Negro incluye 17 libros de poesía y una selección de poemas inéditos, en un conjunto que va desde 1971 hasta la actualidad. El título viene de una cita de Goethe.
Desde la lírica amatoria, en la que el registro de la lengua oscila entre el erotismo y la exaltación refinada, hasta los poemas de denuncia, de exilio, la nostalgia, el sida, el supermercado, la escritura, las revelaciones, Cristina Peri Rossi es un cuerpo que se alivia en el desborde, una lengua virando hacia el gemido, el grito que encuentra, en la palabra, un límite probable. Elena Anníbali
Los poemas de Cristina Peri Rossi son barquitos de papel que navegan el océano, eliminan la distancia del exilio, transmutan el tiempo y no se amedrentan ante la peor de las tempestades. “Detente, instante, eres tan bello” es a la vez un imperativo, una expresión de deseo y una afirmación de belleza, los tres parten de la misma motivación: revertir lo imposible. En este, y en muchos otros sentidos, su poesía es revolucionaria. Daiana Henderson

## Estilo
Su escritura está marcada por un estilo experimental, tanto en la poesía como en sus novelas. Indicios Pánicos, una colección de cuentos colocados en un sistema poética, es una alegoría que desafía al género de la poesía, la que escribe con verso libre y un estilo innovador. Esta colección contiene 46 fragmentos, casi inclasificables, de cuentos, poemas, ensayos o aforismos. La crítica afirma que emplea un lenguaje «ora efusivo y lúdico, ora contenido e intenso: poesía en prosa y/o verso». Igualmente, sus narrativas se caracterizan por cambios del punto de vista, narradores múltiples y una trama no cronológica. La obra El libro de mis primos es característica de este estilo, dado que mezcla prosa y verso, tiene una voz polifónica, cambia frecuentemente el punto de vista y emplea diversos recursos retóricos y tipográficos. El crítico literario uruguayo Hugo Verani hace hincapié en el estilo experimental de Peri Rossi, aunque asegura que su escritura es unificada por una visión lírica del mundo. También, su estilo ha sido caracterizado como ingenioso, irónico y metafísico. Por otro lado, la propia autora ha rechazado la noción de un estilo general que caracteriza su escritura —una ambición, según Peri Rossi, de los escritores del siglo XIV y la primera mitad del siglo XX— y en cambio intenta escribir cada nueva obra con un estilo diferente. Peri Rossi cree que esto es el epítome de libertad para una autora.
Su escritura combina lo fantástico, lo erótico y lo político, según los críticos Kohut y Vilella, para sugerir la posibilidad de que escaparse de la lógica puede ser en sí mismo un escape de la libertad individual. Su trabajo es incluido junto al de Silvina Ocampo, Griselda Gambaro, Luisa Valenzuela, y otras, dentro de aquellas escritoras que abordan lo «insólito-absurdo-extraño».

## Temáticas

### El erotismo
Peri Rossi usa su escritura como vehículo para explorar el deseo sexual, como es el caso de su relato Una pasión prohibida (1986) y su ensayo Fantasías eróticas (1991). Con Fantasías eróticas, intentó liberar el erotismo de la dominación masculina. El libro discute detalles del erotismo como el mundo de las muñecas inflables, la prostitución, las fantasías de violación, fetichismo y sadomasoquismo. Peri Rossi examina cómo la imaginación y las fantasías eróticas están excluidas de la vida matrimonial y explora la idea de usar una prostituta para cumplir las fantasías eróticas con el fin de evitar la mezcla de fantasía y realidad. En Fantasías eróticas, sostiene que el erotismo masculino utiliza el sexo como poder, dominación y humillación mientras el erotismo femenino es siempre humanizado. A menudo esta exploración es tan explícita que algunas historias pueden ser clasificadas como semipornográficas. Ella nos da la propia definición de lo erótico: «una actividad cultural, la satisfacción elaborada de una necesidad instintiva».
En una entrevista, ella explicó que su lesbianismo (otra fuente de desaprobación por parte de su familia, al punto de ser sometida a terapia psicoanalítica) está íntimamente relacionado con su escritura. Por ejemplo, en 1971 publicó una colección de poesía bajo el título griego Evohé, que trata de la pasión erótica y la transgresión del sujeto femenino. El lenguaje de pasión y deseo en esta obra, en la que «palabra» se convierte en sinónimo para «mujer», se ha clasificado como subversivo. Una buena parte de su narrativa y de su obra poética trata desde diversos puntos de vista el tema del deseo. Según ella «el deseo es el motor de la existencia» y «una de las maneras de estar vivo es ser deseante».

### Identidad sexual
Según el crítico David William Foster, la totalidad de su obra afirma la necesidad de la persona de asumir la identidad sexual como algo separado de las imposiciones tanto biológicas como sociales.
En el libro Fantasías eróticas, Peri Rossi discute varios temas relacionados con el lesbianismo. Según su respuesta en una entrevista, el lesbianismo es una conducta sexual que se lleva a cabo por propia voluntad como una elección, y ella quiere que todas las personas puedan tener los mismos derechos y obligaciones. Sin embargo, la autora no es considerada explícitamente una «escritora lesbiana», porque este tema no caracteriza cada una de sus obras. Generalmente se ha identificado este tema en su escritura a partir de su exilio, o sea, el momento en que se encontró en un contexto internacional. A pesar de que el lesbianismo es un tema común en su escritura postexilio, la autora mantiene una posición ambigua frente a su relación personal y literaria con el lesbianismo, sin referirse al tema en sus entrevistas personales.
Aparte del lesbianismo, ella ha desafiado una conceptualización estable del género y la sexualidad en general también. A través de muchos personajes en sus novelas la autora intenta desafiar a la categorización rígida de una identidad sexual. En La nave de los locos, el protagonista Equís y el personaje Lucía demuestran una multiplicidad de preferencias sexuales y tendencias del género. Del mismo modo, Aída y su enamorado en Solitario de amor difícilmente encajan dentro de concepciones estables de identidad genérico-sexual.

### Lo político
Como activista política y escritora, la escritura de Peri Rossi está cargada de temas políticos. Es este aspecto de su vida el que dio pie a su exilio en 1972. Indicios pánicos (1970), por ejemplo, es un elogio de la libertad tan evocador que el gobierno de Uruguay prohibió la publicación y distribución de esta obra en 1972. Lo que siguió fue su exilio voluntario, aunque necesario, para salvar su vida. Teniendo en cuenta su experiencia personal, no es sorprendente que el tema de exilio sea uno de los que caracterizan su escritura, aunque se trata de un exilio «interior». Es decir, la autora no usa el término «exilio» de manera explícita en su escritura, sino sus textos aluden a tales efectos del exilio como el proceso de alienación, los gestos de disidencia y de transgresión. No obstante, hay algunos textos de Peri Rossi que sí tratan de la noción del exilio de manera explícita. Uno de estos es su colección de poesía Estadio del exilio (1979). Igualmente, varios relatos tratan este tema, como «La influencia de Edgar A. Poe en la poesía de Raimundo Arias» en La tarde del dinosaurio, y «La ciudad» o «Las estatuas o la condición del extranjero» en El museo de los esfuerzos inútiles. También el tema del exilio está reflejado de forma explícita en las líneas de algunos de sus poemarios, como «Diálogo de exiliados» en Europa después de la lluvia y «Te conocí en septiembre» en Lingüística general. Es más, Peri Rossi escribió dos novelas sobre el exilio: La nave de los locos (1984) y Solitario de amor (1988).
Igualmente, algunas obras son comentarios sobre la sociedad patriarcal. La crítica Ana Corbalán, por ejemplo, analiza los relatos «Primer amor» y «La destrucción o el amor» para mostrar cómo revelan que la familia tradicional nunca funciona; en cambio, dice Corbalán, Peri Rossi propone otros tipos de modelos de familia, como por ejemplo las parejas no heterosexuales. Ella ataca la institución del matrimonio y rechaza la autoridad masculina, estas obras destacan las transgresiones sexuales y familiares. «Primer amor» está escrito en primera persona, a través de un narrador masculino. El texto explora otros tipos de sexualidades alternativas y presenta al incesto como un tema tabú en nuestra sociedad. En «La destrucción o el amor» se ven cosas como la comunicación y el romance. Peri Rossi rechaza cualquier aproximación al convencionalismo en la pareja, creyendo que no hay ninguna necesidad de comunicación verbal entre una pareja de hombre y mujer, si se trata de un romance apasionado. En «Primer amor» y «La destrucción o el amor» ella habla de la diversidad sexual, el deseo homoerótico, y explora otros tipos de sexualidades alternativas. Cuestiona la validez de ciertas estructuras sociales, se opone a los roles de género y las unidades familiares tradicionales.

### Desplazamiento espacial, oviaje
«La crítica ha indicado que la existencia de un grupo pequeño de textos de esta autora organizados en torno al motivo de desplazamiento espacial o del viaje. Estos textos han sido estudiados como variantes del exilio, aunque tampoco el término “exilio” se manifiesta de manera explícita». Por ejemplo, una gran parte de los poemas en la colección de poesía Habitación de hotel tratan a las ciudades como espacios transitorios.

### Influencias literarias

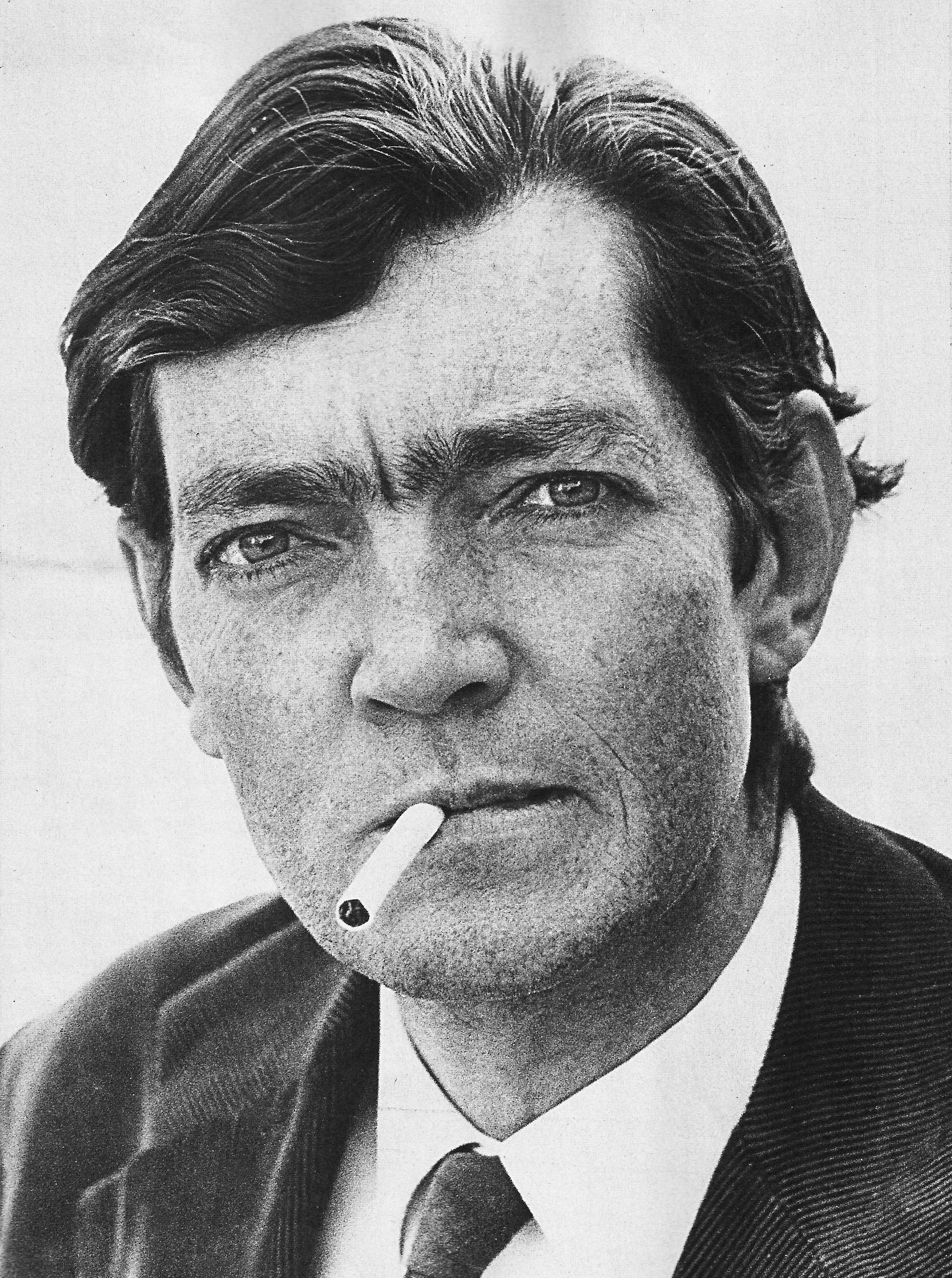
Julio Cortázar, cuya amistad fue fundamental para su carrera literaria.

Peri Rossi ha citado a Ángel Rama, director de la casa editorial Arca y con quien tenía una relación distante aunque cordial, como una figura decisiva en su carrera literaria. Rama le puso como apodo «La Rimbaudcita» porque veía en su escritura un estilo semejante al del poeta francés Arthur Rimbaud. Peri Rossi ha efectuado traducciones principalmente de la brasileña Clarice Lispector. Se ha dicho que Juan Carlos Onetti y Felisberto Hernández tienen mucha influencia en la narrativa uruguaya y Peri Rossi los considera como consejeros o mentores suyos. También es evidente que ha tenido una influencia en su carrera Hernández, de quien ha editado una selección de cuentos publicada en España. Otros escritores famosos que también le han servido de modelo son Jorge Luis Borges, Julio Cortázar, Ray Bradbury y Dino Buzzati. Fue la forma en que escribió Cortázar, por ejemplo, lo que inspiró el estilo experimental de Peri Rossi. Ella misma ha incluido a Cortázar entre sus preferencias literarias como lectora, junto con el estadounidense J. D. Salinger y el irlandés Jonathan Swift.

## Premios
Desde el principio de su educación y su carrera, Peri Rossi ha sido reconocida por su escritura. El crítico literario uruguayo Ángel Rama la aclamó como una de las escritoras jóvenes más importantes de su generación. Más recientemente, la Comisión de Derechos Humanos de las Naciones Unidas la eligió como la escritora que más había contribuido a la lucha por la paz y la justicia en el ámbito castellano (2008). El gobierno de Uruguay le concedió la Medalla Delmira Agustini a la Actividad Cultural (2013).
- 1968, Premio de los Jóvenes de Arca por Los museos abandonados
- 1969, Premio Marcha por El Libro de mis primos
- 1973, Premio Inventarios Provisionales de Poesía por Exactamente como los argelinos en París
- 1976, Premio de Ciudad de Palma por Diáspora
- 1979, Premio Gabriel Miro del relato
- 1986, Premio de Relatos Puerta de Oro por El ángel caído
- 1987, Finalista para el Premio Extraordinario de la Poesía Iberoamericana de la Fundación Banco de España (1987) por Europa después de la lluvia
- 1990, Premio Ciudad de Barcelona porBabel bárbara
- 1992, Premio Award Book de Poesía
- 1994, Premio Award Book de Relato
- 1994, Beca Guggenheim
- 2000, Premio Internacional de poesía Rafael Alberti
- 2007, Premio Internacional de Poesía Ciudad de Torrevieja por Habitación de hotel
- 2008, Premio Loewe Playstation
- 2010, Premio Internacional de Relatos Mario Vargas Llosa por Habitaciones privadas
- 2013, Finalista del III Premio de narrativa breve Ribera del Duero por Los amores equivocados
- 2013, Premio Don Quijote de Poesía por Estrategias del deseo
- 2019, Premio Iberoamericano de Letras José Donoso, otorgado por la Universidad de Talca, Chile.
- 2021, Premio Miguel de Cervantes de Literatura, otorgado por el Ministerio de Cultura, España.[2]
- 2023, Premio Bartolomé Hidalgo

| Predecesor: Francisco Brines | Premio Miguel de Cervantes 2021 | Sucesor: Rafael Cadenas |

## Obra
| - Peri Rossi, Cristina (1963), Viviendo, Montevideo: Alfa, OCLC 2276363. - Peri Rossi, Cristina (1969), Los museos abandonados, Montevideo: Alfa, OCLC 1411737. - Peri Rossi, Cristina (1970), Indicios pánicos, Montevideo: Nuestra América, OCLC 253966037. - Peri Rossi, Cristina (1976), La tarde del dinosaurio, Barcelona: Planeta, ISBN 9788432025174.. - Peri Rossi, Cristina (1980), La rebelión de los niños, Caracas: Monte Ávila, OCLC 802489288. - Peri Rossi, Cristina (1983), El museo de los esfuerzos inútiles, Barcelona: Seix Barral, ISBN 9788432245244. - Peri Rossi, Cristina (1986), Una pasión prohibida, Barcelona: Seix Barral, ISBN 9788432205408. - Peri Rossi, Cristina (1988), Cosmoagonías, Barcelona: Laia, ISBN 9788476682371. - Peri Rossi, Cristina (1992), La ciudad de Luzbel y otros relatos, Madrid: Compañía Europea de Comunicación e Informaciones, ISBN 9788479692780. - Peri Rossi, Cristina (1997), Desastres íntimos, Barcelona: Lumen, ISBN 9788426412430. - Peri Rossi, Cristina (2000), Te adoro y otros relatos, Barcelona: Plaza & Janés, ISBN 9788484500797. - Peri Rossi, Cristina (2004), Por fin solos, Barcelona: Lumen, ISBN 9788426414144. - Peri Rossi, Cristina (2007), Cuentos reunidos, Barcelona: Lumen, ISBN 9788426415912. - Peri Rossi, Cristina (2012), Habitaciones privadas, Palencia: Menoscuarto, ISBN 9788496675827. - Peri Rossi, Cristina (2015), Los amores equivocados, Palencia: Menoscuarto, ISBN 978-8415740278. Finalista del Premio Setenil en 2016. - Peri Rossi, Cristina (1969). El libro de mis primos. Montevideo: Biblioteca de Marcha. ISBN 9788401301902. - Peri Rossi, Cristina (1984). La nave de los locos. Barcelona: Seix Barral. ISBN 9788432205088. - Peri Rossi, Cristina (1988). Solitario de amor. Barcelona: Grijalbo. ISBN 9788425320460. - Peri Rossi, Cristina (1992). La última noche de Dostoievski. Madrid: Mondadori. ISBN 9788439718376. - Peri Rossi, Cristina (1999). El amor es una droga dura. Barcelona: Seix Barral. ISBN 9788432208072. - Peri Rossi, Cristina (2017). Todo lo que no te pude decir. Palencia: Menoscuarto. ISBN 9788415740483. - Peri Rossi, Cristina (2020), La insumisa, Palencia: Menoscuarto, ISBN 978-84-15740-63-6.. | - Peri Rossi, Cristina (1971), Evohé: poemas eróticos, Montevideo: Girón, OCLC 4738720.. - Peri Rossi, Cristina (1974), Descripción de un naufragio, Barcelona: Lumen, OCLC 253965957.. - Peri Rossi, Cristina (1976), Diáspora, Barcelona: Lumen, ISBN 9788426429650.. - Peri Rossi, Cristina (1979), Lingüística general, Valencia: Prometeo, ISBN 9788471990808.. - Peri Rossi, Cristina (1987), Europa después de la lluvia, Madrid: Fundación Banco Exterior, ISBN 9788439888369.. - Peri Rossi, Cristina (1990), Babel bárbara, Caracas: Angria, ISBN 9789800701133.. - Peri Rossi, Cristina (1994), Otra vez Eros, Barcelona: Lumen, ISBN 9788426427830.. - Peri Rossi, Cristina (1996), Aquella noche, Barcelona: Lumen, ISBN 9788426427908.. - Peri Rossi, Cristina (1997), Inmovilidad de los barcos, Vitoria-Gasteiz: Bassarai, ISBN 9788492128297.. - Peri Rossi, Cristina (1998), Poemas de amor y desamor, Barcelona: Plaza & Janés, ISBN 9788401590269.. - Peri Rossi, Cristina (1999), Las musas inquietantes, Barcelona: Lumen, ISBN 9788426428134.. - Peri Rossi, Cristina (2003), Estado de exilio, Madrid: Visor, ISBN 9788475225159.. - Peri Rossi, Cristina (2004), Estrategias del deseo, Barcelona: Lumen, ISBN 9788426414649.. - Peri Rossi, Cristina (2005), Poesía reunida, Barcelona: Lumen, ISBN 9788426415189.. Reúne todos los libros de poemas (excepto Las musas inquietantes). - Peri Rossi, Cristina (2006), Mi casa es la escritura, Montevideo: Linardi y Risso, OCLC 608201699.. Editado por María Ángeles Sánchez.. - Peri Rossi, Cristina (2007), Habitación de hotel, Barcelona: Plaza & Janés, ISBN 9788401379789.. - Peri Rossi, Cristina (2009), Playstation, Madrid: Visor, ISBN 9788498957143.. - Peri Rossi, Cristina (2014), La noche y su artificio, Palencia: Cálamo, ISBN 9788496932890.. - Peri Rossi, Cristina (2016), Las replicantes, Palencia: Cálamo, ISBN 9788416742004.. - Peri Rossi, Cristina (2023), La ronda de la vida, Madrid: Visor, ISBN 978849895490-6.. - Peri Rossi, Cristina (1991), Fantasías eróticas, Madrid: Temas de Hoy, ISBN 9788478800841.. - Peri Rossi, Cristina (1991), Acerca de la escritura, Zaragoza: Universidad de Zaragoza, ISBN 9788477332732.. Editado por Mónica A. Gorenberg. - Peri Rossi, Cristina (2000), Julio Cortázar, Barcelona: Omega, ISBN 9788428212267.. - Peri Rossi, Cristina (2003), Cuando fumar era un placer, Barcelona: Lumen, ISBN 9788426445926.. - Peri Rossi, Cristina (2014), Julio Cortázar y Cris, Palencia: Cálamo, ISBN 9788496932876.. |